# Saretschnoje (Kaliningrad, Nesterow)
Saretschnoje (Заречное, deutsch Groß Lengmeschken, 1938 bis 1945 Lengen) war ein Ort in der russischen Oblast Kaliningrad (Gebiet Königsberg (Preußen)). Seine Ortsstelle liegt im Munizipalkreis Rajon Nesterow mit Sitz in Nesterow (deutsch Stallupönen, 1938 bis 1947 Ebenrode).

## Geographische Lage
Die Ortsstelle Saretschnojes liegt am Westufer der Pissa im Südosten der Oblast Kaliningrad. Bis zur früheren Kreisstadt Stallupönen (1938–1947): Ebenrode und heutigen Rajonshauptstadt Nesterow sind es zwölf Kilometer in nördlicher Richtung.

## Geschichte
Das ursprünglich Lankmeska genannte kleine Dorf bestand aus mehreren kleinen Höfen und Gehöften. Im Jahre 1874 wurde die Landgemeinde Groß Lengmeschken in den neu errichteten Amtsbezirk Kassuben (russisch Iljinskoje) im ostpreußischen Kreis Stallupönen eingegliedert.
121 Einwohner waren im Jahre 1910 in Groß Lengmeschken registriert. Ihre Zahl veränderte sich bis 1933 auf 111.
Aus politisch-ideologischen Gründen der Abwehr fremdländisch klingender Ortsnamen wurde Groß Lengmeschken am 3. Juni – amtlich bestätigt am 16. Juli – 1938 in „Lengen“ umbenannt. Die Einwohnerzahl belief sich ein Jahr später auf 96.
In Kriegsfolge wurde 1945 das gesamte nördliche Ostpreußen an die Sowjetunion abgetreten. Im Jahre 1947 erhielt Lengen die russische Namensform „Saretschnoje“ und wurde in den Repinski selski Sowet (= Dorfsowjet Repino (Egglenischken, 1938 bis 1947 Tannenmühl)) einbezogen. Nach dessen Auflösung im Jahre 1954 kam Saretschnoje zum Kalininski selski Sowet (= Dorfsowjet Kalinino (Mehlkehmen, 1938 bis 1947 Birkenmühle)). Doch schon lange vor 1975 wurde der Ort verlassen und gilt seitdem als Wüstung im jetzigen Munizipalkreis Rajon Nesterow in der sowjetischen bzw. russischen Oblast Kaliningrad (Gebiet Königsberg (Preußen)).

## Kirche
Bis 1945 war Groß Lengmeschken resp. Lengen in die evangloische Kirche Kassuben (russisch Iljinskoje) in der Kirchenprovinz Ostpreußen der Kirche der Altpreußischen Union, außerdem in die römisch-katholische Kirche Bilderweitschen (1938 bis 1947 Bilderweiten, russisch Lugowoje) im damaligen Bistum Ermland eingepfarrt.

## Verkehr
Die heute kaum noch wahrnehmbare Ortsstelle Saretschnojes ist über eine Straßenverbindung von Iljinskoje (Kassuben) aus zu erreichen. Kassuben war bis 1945 auch die nächstgelegene Bahnstation an der Strecke Goldap–Stallupönen/Ebenrode.